# Armindeni

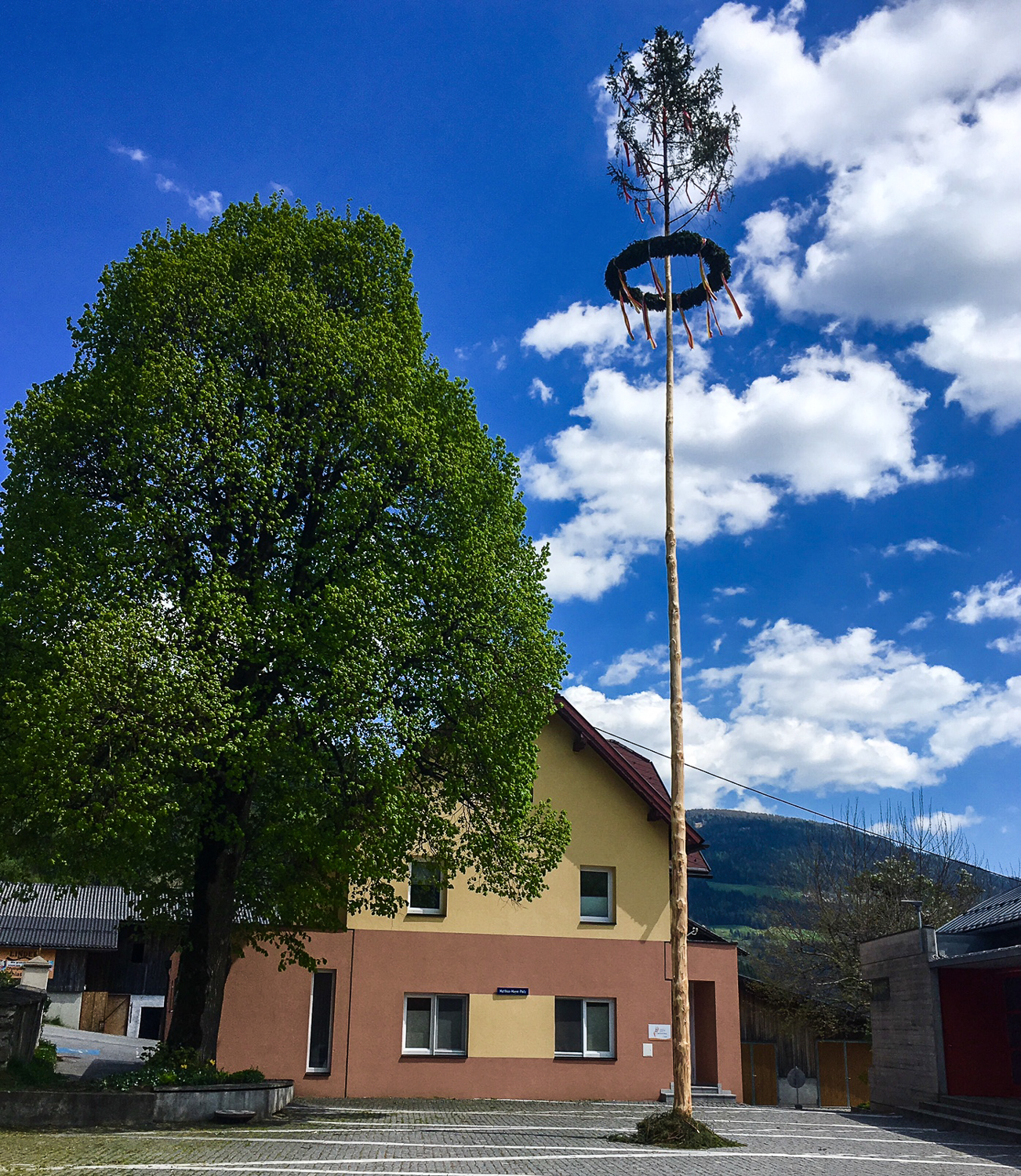
Arminden din Afritz am See în Kärnten, Austria

Arminden este cunoscută în popor drept ziua pelinului, sau ziua bețivului. Este o sărbătoare populară, cu data fixă 1 mai. Această dată este considerată începutul verii, iar sărbătoarea se ținea pentru roadele pământului și pentru a evita dezastrele naturale precum grindina sau seceta.
Arminden este de fapt o zeitate a vegetației, așadar sărbătoarea are origini păgâne. Se obișnuiește ca în aceasta zi să se pună câte un pom sau câte o crenguță verde la poartă, ușa sau ferestrele caselor. Este supranumită și sărbătoarea lui Ieremia, de la vechiul slav Ieremii nidini (ziua lui Ieremia).
În tradiția rurală, armindenul era un copac curățat de crengi și împodobit cu spice de grâu: 
„Tinerii plecau în pădure, în munte și tăiau cel mai înalt copac (brad sau fag), pe care îl puteau aduce ei pe umeri. Îl curățau de crengi, dar la vârf îi lăsau câteva, pe care le împodobeau. Armindenul era ridicat, până la prânz, în centrul satului. Pe tulpină se puneau cununi de flori și spice de grâu. Urma o întrecere a tinerilor care se adunau și puneau uneori pariuri, câștigând cel ce putea să se urce până sus. În sâmbăta premergătoare Armindenului, din fiecare familie pleca cineva să aducă câte un mesteacăn tânăr și crengi înfrunzite de tei. În zori, mult înainte de răsăritul soarelui, când abia se înălța Luceafărul de ziuă și roua nu a fost smintită de lumină, fiecare gospodar punea mesteacănul la poartă și crengi de tei la streșinile casei și ale șurii. Apoi își împodobeau interiorul casei cu flori de iasomie și tei.”—Calendar, 1980, p. 82

## Vezi și
- Armingenii, poezie de George Coșbuc.